# يان باركر (عازف لوحة المفاتيح)
يان باركر (بالإنجليزية: Ian Parker)‏ هو عازف لوحة المفاتيح أمريكي وبريطاني، ولد في 26 نوفمبر 1953 في Irvine, North Ayrshire ‏ في المملكة المتحدة.

## وصلات خارجية
- يان باركر على موقع ميوزك برينز (الإنجليزية)
- يان باركر على موقع ديسكوغز (الإنجليزية)